# Adam Enright
Adam Enright (n. 16 noiembrie 1983, Rosalind⁠(d), Canada) este un jucător de curl ce a reprezentat Canada, medaliat olimpic. A participat la o ediție a Jocurilor Olimpice (2010) în care a câștigat o medalie de aur.

## Participări
Lista de mai jos prezintă principalele competiții la care a participat Adam Enright de-a lungul carierei.
- curling at the 2010 Winter Olympics – men's tournament[*]